# Емануел Олету
Емануел Олету (енгл. Emanuel Oletu; 8. децембар 1983, Лагос, Нигерија) је професионални нигеријски фудбалер који тернутно игра за Спартак Златибор воду у Суперлиги Србије.
Каријеру је започео у својој родној земљи у Квара Јунајтеду. У лето 2005. се преселио у Аустрију. После неколико сезона у различитим клубовима у овој држави, Олету се 2008. преселио у Србију и заиграо је за Спартак Златибор воду из Суботице док је клуб играо у Првој лиги Србије и био је један од главних играча у успеху и промоцији тима у Суперлигу.
Олету такође има и словеначки пасош.